# Jan Kocín z Kocinétu
Jan Kocín z Kocinétu (německy Johann Kotzin von Kotzinet, 14. únor 1543 Písek – 26. březen 1610 Praha) byl český historik, právník, překladatel a spisovatel humanistické orientace, jeden z nejbližších spolupracovníků Daniela Adama z Veleslavína. Psal česky i latinsky.

## Život
Vystudoval na Karlově univerzitě v Praze. Poté učil na městských školách. V letech 1568–1577 cestoval po Francii, Německu a Itálii. V Padově nabyl právnického vzdělání (1575–1577). V roce 1577 se vrátil do Prahy a byl jmenován písařem Menšího Města pražského. Záhy začal úzce spolupracovat s Veleslavínem a jeho nakladatelstvím. Roku 1571 získal šlechtický přídomek z Kocinétu. Byl pravděpodobně tajným přívržence Jednoty bratrské. Vlastnil Kocínovský dvorec v Praze - Bubenči.
Několik děl antických autorů vydal již při svém pobytu v zahraničí. Pro Veleslavínovo nakladatelství přeložil Historii církevní Eusebia Pamfilia (1594) a Historii církevní Kassiodorovu (zvanou též Tripartita), Kroniku novou o národu tureckém (1594) či komentáře štrasburského humanisty Johannese Sturma k Aristotelově Rétorice. Podle latinské předlohy sepsal Rozmlouvání o moru (1582). Roku 1592 vydal významný právní spis Joanis Bodini Nova distributio iuris universi (Jana Bodina Nové rozvržení práva veškerého). Jeho nejpůvodnějším spisem byla Abeceda zbožné manželky a rozšafné hospodyně z roku 1585.
Literární historik Jaroslav Vlček o něm soudil, že „hověl potřebám a vkusu doby, jejíhož proudu neřídil“.